# Бан (Інтернет)
Бан (англ. ban, /bæn/ — забороняти, оголошувати поза законом) — один з прийнятих в Інтернеті способів контролю за діями користувачів. Як правило, бан полягає в обмеженні певних прав користувача (на створення/відправлення нових повідомлень або створення нових тем на вебфорумі, на відправлення повідомлень в чаті, на коментування в блогах та ін.). Можливість введена в цілях захистити інтернет-сайт від тролів, спамерів, вандалів та інших осіб, чиї повідомлення шкодять продуктивній роботі ресурсу.
Бан зазвичай діє в рамках одного вебсайту. Коло заборонених дій, за які на користувача накладається бан, встановлюється власниками цього сайту. Як правило, відвідувач сайту заздалегідь попереджається про те, які його дії на даному сайті можуть спричинити накладення бану. Зазвичай таке попередження міститься в угоді з використання сайту, таку угоду користувачеві пропонується прочитати і прийняти. Поняття бан та банер не взаємопов'язані.
Бан буває тимчасовим і постійним. Заблокованих користувачів може визначатися за його обліковим записом або IP-адресою.
Бан є «жорстким заходом» і може використовуватися власниками ресурсу як засіб боротьби з користувачами, що виражають неугодну власникам ресурсу точку зору. У результаті цього бан може стати причиною для ряду конфліктів і спровокувати вандалізм або
війну ботів, і навіть хакерські атаки з метою видалення ресурсу або його зміни до невпізнання.
До недоліків бану слід віднести те, що він діє тільки на один обліковий запис користувача, і на ресурсах з вільною реєстрацією користувач може продовжити свої дії під іншим, свіжозареєстрованим обліковим записом. Накладення бану на певні IP-адреси також не позбавлене недоліків, оскільки учасник може діяти через проксі-сервер і/або змінювати свою адресу в інший спосіб. З іншого боку, якщо заблокована адреса належить пулу провайдера, то можуть постраждати інші користувачі.
Один з видів бану — «м'ют» (від англ. mute). Це заборона на спілкування (загальна або тільки через мікрофон). Найчастіше використовується в іграх.